# Привремени регистар морских и не-морских врста
Привремени регистар морских и не-морских врста је таксономска база података која садржи научна имена рода, врста и виших рангова многих биљака, животиња и других краљевстава, како живих тако и изумрлих, са стандардизованом таксономском хијерархијом, која је повезана са машински читљивим информацијама о станишту (нпр. морски/не-морски) и постојећи/ фосилни статус за већину уноса. База података тежи да пружи потпуну покривеност прихваћених имена рода у свим краљевствима, са подскупом имена врста укључених са нижим приоритетом. Од децембра 2018. године, број имена на свим ранговима које је ИРМНГ пријавио у базу података је 2.299.581, од којих је 361.728 било пописано као прихваћени род,  са још 127.357 неприхваћених имена рода у марту 2018.  Подаци потичу из низа (често специфичних за домен) штампаних, онлајн и база података, и реорганизовани су у заједничку структуру података како би подржали различите онлајн упите, генерисање појединачних страница таксона и снабдевање масовним подацима у друге пројекте информатике биодиверзитета. Садржај ИРМНГ-а може се претраживати и слободно приказивати преко веба, а могуће је и преузимање података до таксономског ранга рода, на одређени датум и ти подаци доступни су у Дарвин Кор Архивском (DwC-A) формату. 
Подаци укључују хомониме (са својим ауторитетима), укључујући и доступне (ваљано објављене) и одабрана недоступна имена. 
ИРМНГ је покренут 2006. године од стране Океанског Биогеографског Информационог Система (ОБИС) Аустралије на ЦСИРО Морско и Атмосферско Истраживање, и од тада је домаћин Фландерс Марски Институт (ВЛИЗ) од 2016. године. ВЛИЗ је такође домаћин Светског регистра морских врста (WoRMS), који користи исту инфраструктуру.
Садржај ИРМНГ-а се користи у неколико глобалних пројеката информатике о биолошкој разноликости, укључујући Open Tree of Life ,  Глобални информативни фонд за биодиверзитет (ГБИФ),  и Енциклопедију живота (ЕОЛ),  поред других укључујући Атлас Живе Аустралије  Глобална Архитектура Имена (ГНА) Глобални Разуђивач Имена.  Од 2018. године, подаци ИРМНГ-а се такође користе за попуњавање таксономске хијерархије и дају генеричка имена за низ таксона у областима протиста (краљевства Протозоа и Chromista) и биљних алги (Charophytа, Chlorophytа, Glaucophytа и Црвених алги) у каталогу живота . 
ИРМНГ је иницирао и дизајнирао Тони Рес.   За свој рад на овом и другим пројектима ГБИФ му је доделио награду Ебе Нилсон 2014. године.  У цитату је писало, између осталог: 
Конкретно, ИРМНГ је био средство од огромног значаја за ГБИФ и друге у снабдијевању већином детаља за глобалну таксономску класификацију свих живих бића и података о својствима високе таксономске вриједности у облику који се лако може поново користити у валидацији података и побољшању доступности инфомација о врстама.
ИРМНГ сада води и управља Рес, уз помоћ ВЛИЗ тима. 